# City of the Sun (Nuevo México)
City of the Sun es un lugar designado por el censo ubicado en el condado de Luna en el estado estadounidense de Nuevo México. En el Censo de 2010 tenía una población de 31 habitantes y una densidad poblacional de 41,42 personas por km².

## Geografía
City of the Sun se encuentra ubicado en las coordenadas 31°50′49″N 107°39′1″O / 31.84694, -107.65028. Según la Oficina del Censo de los Estados Unidos, City of the Sun tiene una superficie total de 0.75 km², de la cual 0.75 km² corresponden a tierra firme y (0%) 0 km² es agua.

## Demografía
Según el censo de 2010, había 31 personas residiendo en City of the Sun. La densidad de población era de 41,42 hab./km². De los 31 habitantes, City of the Sun estaba compuesto por el 87.1% blancos, el 6.45% eran afroamericanos, el 3.23% eran amerindios, el 0% eran asiáticos, el 0% eran isleños del Pacífico, el 3.23% eran de otras razas y el 0% pertenecían a dos o más razas. Del total de la población el 9.68% eran hispanos o latinos de cualquier raza.